# 10371 Gigli
10371 Gigli (1995 DU3) là một tiểu hành tinh vành đai chính được phát hiện ngày 27 tháng 2 năm 1995 bởi L. Tesi và A. Boattini ở San Marcello Pistoiese.